# Memorial Roman Siemiński
El Memorial Roman Siemiński és una cursa ciclista d'un dia polonesa que es disputa anualment el 2 de maig. Des del 2015 forma part de l'UCI Europa Tour.

## Palmarès parcial
| Any  | Vencedor            | Segon               | Tercer                |
| ---- | ------------------- | ------------------- | --------------------- |
| 1998 | Piotr Wadecki       |                     |                       |
| 2000 | Bartłomiej Ksobiak  |                     |                       |
| 2001 | Piotr Zaradny       |                     |                       |
| 2002 | Robert Radosz       |                     |                       |
| 2004 | Łukasz Podolski     |                     |                       |
| 2005 | Mariusz Wiesiak     |                     |                       |
| 2006 | Marcin Gębka        |                     |                       |
| 2007 | Roman Broniš        |                     |                       |
| 2008 | Piotr Zaradny       |                     |                       |
| 2009 | Wojciech Halejak    |                     |                       |
| 2010 | Wojciech Ziółkowski |                     |                       |
| 2011 | Robert Radosz       |                     |                       |
| 2012 | Rick Ampler         | Jaroslaw Rebiewski  | Sylwester Janiszewski |
| 2013 | Tomasz Smoleń       |                     |                       |
| 2014 | Eryk Latoń          | Piotr Wojciechowski | Kacper Gronkiewicz    |
| 2015 | Alois Kaňkovský     | Konrad Dąbkowski    | Vasyl Malynivskyi     |
| 2016 | Mykhaylo Kononenko  | Marek Rutkiewicz    | Martin Hunal          |
| 2017 | Alois Kaňkovský     | Alan Banaszek       | Vojtech Hacecky       |
| 2018 | Alois Kaňkovský     | Szymon Sajnok       | Alan Banaszek         |
| 2019 | Alois Kaňkovský     | František Sisr      | Sylwester Janiszewski |